# Sítio d'Abadia
Sítio d'Abadia è un comune del Brasile nello Stato del Goiás, parte della mesoregione del Leste Goiano e della microregione di Vão do Paranã.